# Petrigalla Pál
Petrigalla Pál (Munkács, 1922  – Budapest, 1976) a magyar szellemi élet kiemelkedő alakja volt a hatvanas években. Lakása a budapesti Vécsey utcában a korabeli művészeti és értelmiségi élet egyik központjaként szolgált, ahol számos híres művész és gondolkodó megfordult. Hamvas Béla, Pilinszky János, Kassák Lajos, Korniss Dezső, Bálint Endre és az Európai Iskola tagjai is gyakran látogatták Petrigalla otthonát, amely művészeti szalonként működött.

## Gyerekkora
Petrigalla Pál édesapja, Dr. Petrigalla Péter, orvos és Munkács város polgármestere volt az 1930-as években. Az ő vezetése alatt a város jelentős kulturális és gazdasági fejlődésen ment keresztül, amelynek része volt a város modernizálása és a helyi infrastruktúra fejlesztése. Édesanyja, Peruzzi Izabella, olasz származású, vagyonos családból származott, aki nagy birtokot örökölt, de a háború után ezt elvesztették. Petrigalla Pál Munkácson nőtt fel, és gyermekkorát ott töltötte. Húszéves kora környékén édesapja elhunyt, és egyetemi tanulmányait Prágában kezdte, majd a háború után a Pázmány Péter Katolikus Egyetemen folytatta. Petrigalla Pál több nyelven beszélt, németül, angolul és csehül.

## Vécsey utcai lakás
Petrigalla Pál Vécsey utcai lakása kulturális központként működött, ahol a kor szellemi elitje találkozott, eszmecseréket folytatott és különböző művészeti irányzatokkal ismerkedett meg. A szalon híres volt nyitott és befogadó légköréről, amely lehetőséget biztosított a szabad gondolkodásra és az új művészeti irányzatok bemutatására. Az 1963-65 közötti időszakban több jelentős kiállítást rendeztek itt, amelyeken olyan művészek vettek részt, mint Attalai Gábor, Bak Imre, Nádler István, Koncz Csaba, Csutoros Sándor, Csáji Attila, Ventilla István, Lisziák Elek, Molnár Péter és Kecskeméti Kálmán.

## Zenei estek
Petrigalla Pál ritka hanglemezgyűjteménye révén is ismert volt, amely 2500 darabot számlált. 16 éves korától kezdte gyűjteni a hanglemezeket, és értékes, ritka lemezeit kölcsön adta az ORI rádiónak (Országos Rádió és Televízió Intézet). Lakásán rendszeresen tartott zenei esteket, ahol a klasszikus zenétől a legmodernebb jazzig minden hallható volt. A jazz különösen fontos szerepet kapott ezeken az esteken, mivel Petrigalla nagy jazz rajongó volt, ami jelentős részét képezte egyedi személyiségének és kultúra közvetítő tevékenységének. A jazz iránti rajongása Petrigallát különösen vonzóvá tette a korszak művészei és értelmiségijei számára. Ez a zenei műfaj nemcsak szórakozást jelentett számára, hanem egyfajta szellemi szabadságot is, amelyet a korabeli politikai és társadalmi viszonyok között nehéz volt megélni.
A zenei estek során a vendégek megismerkedhettek a legkülönbözőbb zenei műfajokkal és irányzatokkal, ami különleges élményt nyújtott a résztvevők számára. Ezek az estek nemcsak kulturális események voltak, hanem a szellemi ellenállás és a művészi szabadság megnyilvánulásai is.

## Hatósági zaklatások
Petrigalla tevékenységei miatt időnként a hatóságok célkeresztjébe került. Nézetei és szervezkedései miatt több esetben kihallgatták és beidézték, de ennek ellenére tevékenységét sosem tudták teljesen ellehetetleníteni, és végül felmentették a vádak alól. Petrigalla Pál életműve és tevékenysége jelentős hatást gyakorolt a magyar művészeti és szellemi életre. Lakása és zenei estjei a korabeli avantgárd művészek és gondolkodók számára fontos találkozóhelyet jelentettek, ahol szabadon kifejezhették gondolataikat és művészi elképzeléseiket.